# Neuenvahlefeld
Neuenvahlefeld ist eine Hofschaft in Halver im Märkischen Kreis im Regierungsbezirk Arnsberg in Nordrhein-Westfalen (Deutschland).

## Lage und Beschreibung
Neuenvahlefeld liegt im Norden Halvers an der Landesstraße L528 auf 416 Meter über Normalnull auf der Wasserscheide zwischen den Flusssystemen der Ennepe und der Volme. Die Nachbarorte sind Krause Buche, Sundern, Edelkirchen, Magdheide, Rothenbruch, Obervahlefeld und Vahlefelderheide. Bei Neuenvahlefeld entspringt der Rehbrauckbach, ein Zufluss des Ennepe.

## Geschichte
Neuenvahlefeld wurde erstmals 1864 urkundlich erwähnt und entstand vermutlich um 1850 als Abspliss von Obervahlefeld.
An Neuenvahlefeld verlief auf der Trasse der heutigen Landesstraße L528 eine Altstraße von Halver über Wipperfürth, Halver, Kierspe nach Meinerzhagen vorbei, der Hileweg, ein bedeutender frühmittelalterlicher (nach anderen Ansichten bereits frühgeschichtlicher) Handels-, Pilger- und Heerweg.